# Chrysosoma madagascariense
Chrysosoma madagascariense är en tvåvingeart som beskrevs av Vanschuytbroeck 1952. Chrysosoma madagascariense ingår i släktet Chrysosoma och familjen styltflugor.
Artens utbredningsområde är Madagaskar. Inga underarter finns listade i Catalogue of Life.